# Марсдип
Марсдип (нидерл. Marsdiep) — пролив между полуостровом Северная Голландия и островом Тексел.
Марсдип соединяет воды Северного моря и залива Ваддензе. Через Марсдип существует паромная переправа между Тескелом и Ден-Хелдером, глубина пролива достигает 45 м.
Примерно в 1000 году до н. э. Марсдип был речным устьем в заливе Зёйдерзе.
Из-за песчаных наносов береговая линия Западно-Фризских островов постоянно меняется. Например, остров Нордерхакс продвигается на восток до 100 м в год. Предполагается, что к 2020—2025 гг. острова Нордерхакс, Тексел и Влиланд могут образовать единый остров новой формы, а после закрытия Марсдипа — полуостров — продолжение Северной Голландии.